# Jiri Hlinka
Jiri Hlinka (Jiří Hlinka; Praga, 1944) è un pianista e docente cecoslovacco con cittadinanza norvegese.
Il suo allievo più conosciuto è Leif Ove Andsnes

## Biografia
Hlinka nacque a Praga, protettorato di Boemia e Moravia e fu allievo di Frantisek Rauch e Joseph Paleniček all'Accademia musicale di Praga. Iniziò a dare concerti nel 1966 ed arrivò in finale al Concorso Internazionale Ciajkovskij a Mosca nello stesso anno. Ha registrato le sonate per pianoforte di Sergei Prokofiev 2 e 6 per Supraphon nel 1967. L'album è stato distribuito in Norvegia nel 1998.
Nel 1970, fu costretto a rinunciare alla carriera di solista per ragioni mediche e da allora lavorò come insegnante di pianoforte. Nel 1972 si trasferì in Norvegia, ottenendo la cittadinanza norvegese nel 1982. Ha insegnato nei conservatori di Bergen e Oslo e tiene regolarmente corsi internazionali di perfezionamento. Tra i suoi studenti vi sono Leif Ove Andsnes, Håvard Gimse e Geir Botnen.

## Premi
Hlinka ha vinto il Lindeman Prize nel 1992 e il Premio Grieg nel 1995. Nel 2004 gli è stata conferita la Medaglia al Merito del Re in oro e nel 2007 la Czech Gratias agitMerit per aver presentato la cultura ceca all'estero. È stato uno studioso del governo dal 1995 al 2011.